# Focke-Wulf Nr. 238
Die Focke-Wulf Nr. 238 war ein Projekt für einen vier- oder sechsmotorigen Langstreckenbomber von Focke-Wulf, der aufgrund der gleichen Ausschreibung wie die Ta 400 und Ju 390 entstand, in der eine Reichweite von 15.000 km bei einer Nutzlast von 5000 kg gefordert wurde.
Das Flugzeug wurde im Jahr 1941 als Ganzholzkonstruktion mit einer Druckkabine für 5 bis 10 Personen Besatzung projektiert. Angetrieben werden sollte es von vier flüssigkeitsgekühlten, je 3900 PS leistenden Doppelsternmotoren BMW 803 mit jeweils zwei gegenläufigen Vierblattpropellern. Berechnet wurde eine Startbahn von 1000 Metern. Es blieb beim Projekt, zu einer Fertigung kam es nicht.
Einige Quellen sagen, dass dieses Projekt die Bezeichnung „Fw 238“ hatte, aber dies ist eine fiktive Bezeichnung, die sich von der Bezeichnung Nr. 238 für die BMW-angetriebenen Fernkampfflugzeug-Vorschläge ableitet.

## Technische Daten
| Kenngröße             | Daten Nr. 238                                            | Daten Nr. 238       |
| --------------------- | -------------------------------------------------------- | ------------------- |
| Besatzung             | 5 (bis 10)                                               | 5 (bis 10)          |
| Länge                 | 35,3 m                                                   | 35,4 m              |
| Spannweite            | 52 m                                                     | 63 m                |
| Höhe                  | 8,7 m                                                    | 6,20 m              |
| Flügelfläche          | 290 m²                                                   | 360 m²              |
| Flügelstreckung       | 9,3                                                      | 10,4                |
| Leermasse             | 55.620 kg                                                | –                   |
| max. Startmasse       | 114.530 kg                                               | 126,000 kg          |
| Höchstgeschwindigkeit | 670 km/h in 8.000 m                                      | 550 km/h in 5.700 m |
| Dienstgipfelhöhe      |                                                          |                     |
| Reichweite            | 14.100 km (29 h)                                         | 15.000 km (48 h)    |
| Triebwerke            | vier BMW 803                                             | vier BMW 801D       |
| Bewaffnung            | vier MG 151/20, optional vier MK 108 5.500 kg Bombenlast |                     |